# Cook Inlet
De Cook Inlet (Tanaina: Tikahtnu, Alutiiq: Cungaaciq) is een baai in het zuidwesten van de Amerikaanse staat Alaska. De baai strekt zich uit over 290 km van de Golf van Alaska tot Anchorage in het midden van Zuid-Alaska. Cook Inlet vertakt zich aan de noordkant in de Knik Arm en Turnagain Arm en omringt Anchorage bijna. Aan het zuidelijke uiteinde versmelt het met Straat Shelikof, Stevenson Entrance, Kennedy Entrance en Chugach Passage.
De Cook Inlet en beide armen zijn brakke wateren, met een troebele mix van zout water uit de oceaan en zoet water uit de verschillende rivieren en stromen. Het smalle kanaal van de inham trechtert de getijden en creëert zeer snel bewegende stromingen, vloedgolven en af en toe vloedbranding. De Cook Inlet waterscheiding is de dichtstbevolkte waterscheiding in Alaska. Het stroomgebied beslaat ongeveer 100.000 km² in het zuiden van Alaska, ten oosten van de Aleutian Range, ten zuiden en oosten van het Alaskagebergte, en ontvangt water van de zijrivieren, waaronder de Knik River, de Little Susitna River, de Susitna River en Matanuska River, Eagle River, Ship Creek, Resurrection Creek, Portage Creek, Kenai River en vele andere rivieren. Het stroomgebied omvat de afwateringsgebieden van de Denali en is het verzamelpunt voor de afvloeiing van vele omringende gletsjers, wat leidt tot de hoge troebelheid en grote slibafzettingen. Binnen het stroomgebied bevinden zich verschillende nationale parken en de actieve vulkaan Mount Redoubt, samen met drie andere historisch actieve vulkanen. Cook Inlet biedt aan het noordelijke uiteinde bevaarbare toegang tot de haven van Anchorage, en tot de kleinere haven van Homer verder naar het zuiden. Voor de groei van Anchorage was Knik de bestemming voor het meeste scheepvaartverkeer in het bovenste deel van Cook Inlet. Er wonen ongeveer 400.000 mensen in het stroomgebied van de Cook Inlet.

## Geografie

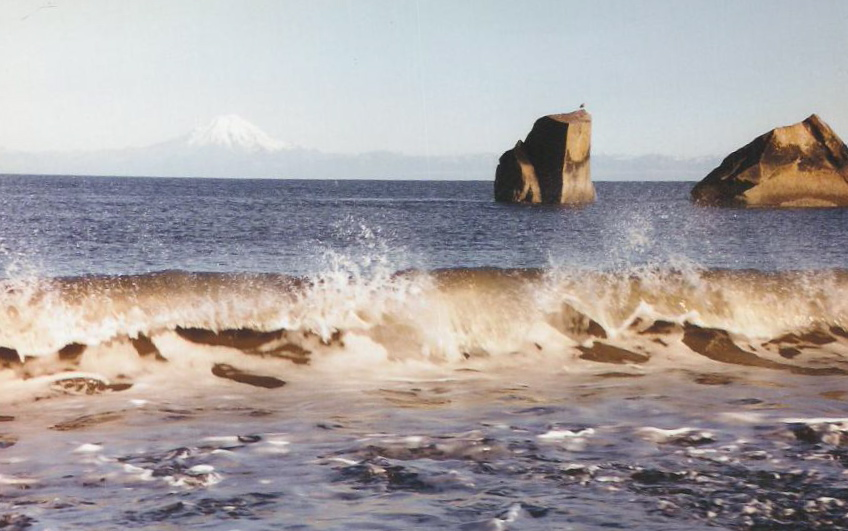
Cook Inlet gezien vanaf Clam Gulch.

Cook Inlet is samen met het schiereiland Kenai, de Kenai Mountains, het Chugachgebergte en Kodiak Island ongeveer 65 miljoen jaar geleden gevormd, net na het uitsterven van de dinosauriërs. Net als de meeste bergen in Alaska bestaan ze voornamelijk uit sedimentair gesteente en metamorf gesteente dat tijdens het Krijt op de oceaanbodem werd afgezet. Dit gebied, waar een hoek van de Pacifische Plaat zich onder de Noord-Amerikaanse Plaat bevindt, heeft de oceaanbodem opgetild en samengeperst, waardoor de korst dikker is geworden. Tektonische krachten tilden de bergen en het schiereiland uit het water en vormden een vallei die in het noorden en westen van de oceaan was afgesneden. De rest van de bergen van Alaska werd op dezelfde manier gevormd, in cyclische gebeurtenissen, en de bergketens worden steeds ouder naarmate ze noordelijker liggen. De Cook Inlet en de omliggende landmassa's zijn dus vrij jong vergeleken met die van het Alaskagebergte, dat ongeveer 126 miljoen jaar geleden gevormd werd, of het Brooksgebergte, dat ongeveer 256 miljoen jaar geleden gevormd werd. De vallei die overbleef door deze continentale verdichting blijft open naar de Golf van Alaska in het zuiden en vormt de inham zoals die nu bestaat. De omringende bergen waren de gastheer van de grote ijskappen en gletsjers tijdens het Pleistoceen (de ijstijden, ongeveer 2 miljoen tot 11.000 jaar geleden) die het land afschuurden en uitgestrekte vlaktes en morenen vormden die een groot deel van de bovenste inham omringen uit afgezet glaciaal till.
Cook Inlet ligt in een verzakkingsgebied met veel breuken en is vaak gevoelig voor aardbevingen. De belangrijkste breuk, de Aleoetenbreuk, bevindt zich in de nabijgelegen Aleoetentrog in de Golf van Alaska, waar een hoek van de Pacifische Plaat onder een hoek van 45 graden onder Alaska wordt geduwd. Het grootste deel van de opwaartse kracht vindt dus plaats langs een lijn vanaf Kodiak Island en langs de Kenai Mountains naar het Chugachgebergte. De inham ligt in een gebied waar de korst onder deze kracht wordt gerimpeld en de tektonische krachten de grond naar beneden duwen. In 1964 vond de aardbeving van 1964 in Alaska plaats, een megatrustaardbeving, toen meer dan 600 mijl van de Aleoetenbreuk scheurde, waardoor de Kenai Mountains 20 meter hoger kwamen te liggen in minder dan 5 minuten. Met een kracht van 9,2 was de aardbeving de op drie na grootste ooit gemeten. De aardbeving verwoestte Anchorage, waar een groot deel van de binnenstad meerdere verdiepingen naar beneden kwam en de bergen rond de Turnagain Arm 2,4 meter zakten, waardoor de steden Portage en Girdwood en lange stukken van de Seward Highway onder water kwamen te staan.

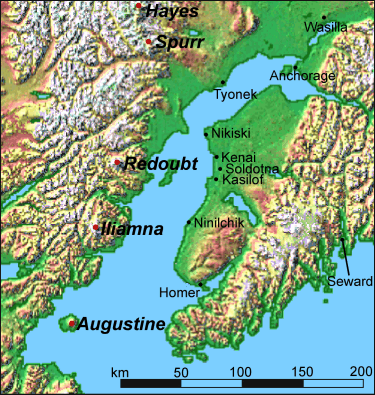
Ligging van vulkanen rondom Cook Inlet.

Omdat het langs een subductiezone ligt, bevat de regio Cook Inlet actieve vulkanen, waaronder Augustine en Mount Redoubt, en maakt het deel uit van de Pacifische Ring van Vuur. Hete magma en stoom van de subducterende oceaanbodem bouwen zich op in deze vulkanen, die in vrij regelmatige cycli met zeer explosieve kracht uitbarsten, waarbij vaak vulkanische as van tienduizenden meters hoog wordt gespuwd. Vulkaanuitbarstingen in de regio zijn in verband gebracht met aardbevingen en tsunami's, en puinlawines hebben ook tsunami's veroorzaakt. Op 31 december 1901 was er een aardbeving met een magnitude van 7,1, veroorzaakt door een uitbarsting die verschillende tsunami's veroorzaakte. In 2009 bedreigde een lahar van Mt. Redoubt de Drift River Terminal Facility.
Cook Inlet heeft het op drie na grootste getijdenverschil ter wereld. De vorm van de inham en de oriëntatie ten opzichte van de maanbaan zorgen ervoor dat het getij zeer snel opkomt en weer afneemt. Naarmate de inham smaller wordt, neemt de snelheid van het water toe, waardoor zeer krachtige stromingen ontstaan met snelheden tot 6 knopen. De centrale en bovenste inham is omzoomd met grote slib- en wadgebieden, maar heeft smalle troggen die 50 tot 100 meter diep kunnen zijn. Deze vormen, samen met de getijden, een uitdaging voor schepen die door het water varen. De sterke getijden creëren krachtige getijden en getijdengolven die soms tot de grootste ter wereld behoren. Vloedbrandingen komen bijna dagelijks voor in de inham, en vooral in Turnagain Arm, maar zijn meestal te klein om op te merken. Grote vloedbrandingen komen meestal voor na extreme getijdendalingen, en verschijnen dan als een muur van water van soms meer dan 2 meter hoog als het getij in één keer opkomt. Grote boringen komen minder vaak voor, en worden meestal gevormd tijdens nieuwe of volle maan, vooral als de maan op apside staat. In tegenstelling tot gebieden rond de Beringzee, waar het weer grotendeels wordt beïnvloed door zee-ijs, wordt het water van de inham opgewarmd door de Alaskastroom in de Golf van Alaska, onderdeel van de Noord-Pacifische Subpolaire Gyre, die het klimaat beïnvloedt en de temperaturen in de Cook Inlet regio vrij gematigd houdt vergeleken met de extremen in andere delen van de staat.

## Geschiedenis

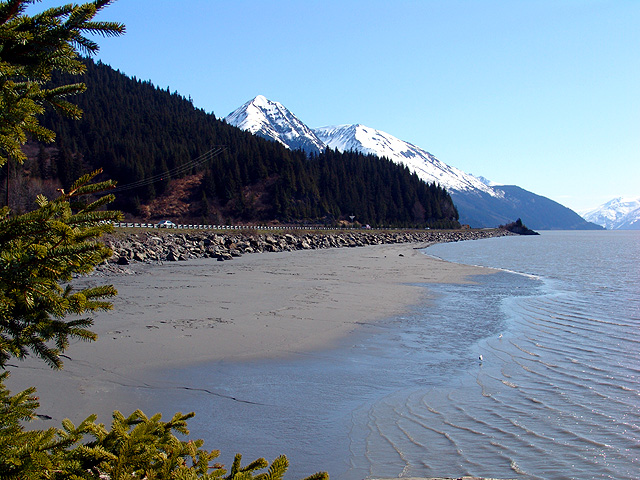
Turnagain Arm

De inham werd voor het eerst verkend en bewoond door Alutiiq mensen, stammen van kustbewonende Pacifische Eskimo's, zo'n 6000 jaar geleden. De Chugach arriveerden rond de eerste eeuw en waren de laatste van de Alutiiq die zich in het gebied vestigden, maar verlieten het nadat stammen van de Dena'ina, een Athabaskisch volk uit het binnenland van de staat, ergens tussen 500 en 1600 na Christus arriveerden. In de 18e eeuw behoorden Russische pelsjagers (promyshlenniki) tot de eerste Europese bezoekers. De leider van de Lebedev Lastochkin Compagnie, Stepan Zaikov, vestigde in 1786 een post aan de monding van de Kenai River, Fort Nikolaevskaia. Deze pelsjagers gebruikten oorspronkelijke bewoners van Siberië en Alaska, met name Aleoeten van de Aleoeten en Koniag uit Kodiak, om op zeeotters en andere zeezoogdieren te jagen voor de handel met China via de toenmalige exclusieve binnenlandse handelshaven van Rusland in Kjachta.
Andere Europeanen die Cook Inlet bezochten waren onder andere de expeditie van James Cook in 1778, de naamgever, die de baai binnenzeilde op zoek naar de Noordwestelijke Doorvaart. Cook ontving kaarten van Alaska, de Aleoeten en Kamtsjatka tijdens een bezoek aan de Russische bonthandelaar Gerasim Izmailov in Unalaska en combineerde deze kaarten met die van zijn expeditie om de eerste Mercatorprojectie van de noordelijke Stille Oceaan te maken. De inham werd in 1794 naar Cook vernoemd door George Vancouver, die in 1778 onder Cook had gediend. Turnagain Arm werd genoemd door Cook, “turnagain” was een bijnaam die hij al eerder had gebruikt, omdat hij zich ergerde aan het feit dat hij moest omkeren nadat hij weer een doodlopende weg had verkend.
Bij het bereiken van de kop van Cook Inlet was Cook van mening dat zowel Knik Arm als Turnagain Arm de mondingen van rivieren waren en niet de opening naar de Noordwestelijke Doorvaart. Onder bevel van de Britse Kroon om dergelijke rivieren en inhammen te negeren, was hij aanvankelijk van plan om er aan voorbij te gaan, maar op aandringen van John Gore en vele anderen van zijn bemanning, stemde hij er met tegenzin in toe om het gebied te verkennen. Cook ging voor anker bij Ship Creek en ontmoette de lokale inheemse bevolking voor het eerst toen twee mannen in kajaks naderden en hen uitnodigden om aan land te komen. Onder Cooks bevel organiseerde William Bligh, bekend van de HMS Bounty, een groep om de Knik Arm op te gaan. Bligh diende als zeilmeester van Cook op deze 3e en laatste reis, met als doel de ontdekking van de Noordwestelijke Doorvaart. Na een ontmoeting met enkele lokale Dena'ina, keerde Bligh terug om te melden dat de Knik Arm inderdaad alleen naar een paar rivieren leidde.
Cook voer Turnagain Arm op met zijn schip, de HMS Resolution. Hij vond het onmogelijk om tegen de sterke stroming en het wad in te navigeren en kwam vast te zitten op een zandbank toen hij probeerde er weer uit te komen. Hij bevestigde nooit echt dat het naar een rivier leidde, wat leidde tot een decennium van massale speculatie totdat George Vancouver terugkeerde om de kaart af te maken. Omdat hij in een slechte bui was sinds hij voor het eerst akkoord ging om het gebied te verkennen, en als gevolg van deze frustratie, kreeg het tweede waterlichaam de onoprechte naam "Turn Again". Vroege kaarten bestempelen Turnagain Arm als de "Turnagain River".

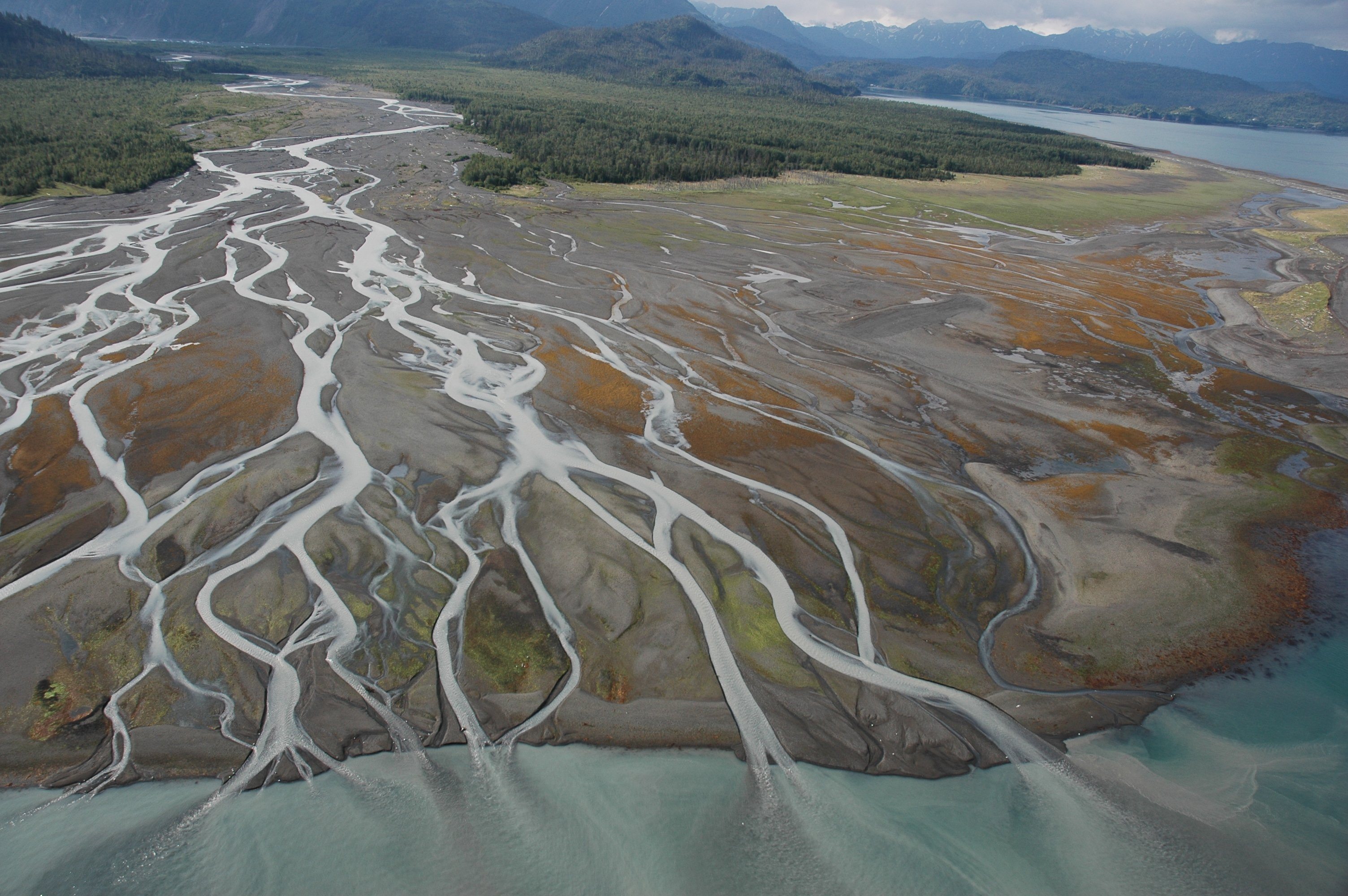
De delta van de Fox River bij eb in de Kachemakbaai

De SS Farallon was een houten lijnboot van de Alaskan Steamship Company die op 5 januari 1910 in de Cook Inlet op Black Reef botste. Alle achtendertig opvarenden overleefden en werden negenentwintig dagen later gered. Weinig blanken bezochten de bovenloop van Cook Inlet tot de aanleg van de Alaska Railroad langs de oostelijke oevers van Turnagain Arm en Knik Arm van Cook Inlet rond 1915. De inwoners van het dorp Eklutna zijn de afstammelingen van de bewoners van acht inheemse dorpen rond de bovenloop van Cook Inlet.
Tijdens de aardbeving in 1964 in Alaska zakten gebieden rond de kop van Turnagain Arm bij Girdwood en Portage wel 2,4 meter naar beneden door verzakking en de daaropvolgende getijdenwerking. Beide gehuchten werden verwoest. Girdwood werd later landinwaarts verplaatst en Portage werd verlaten. Ongeveer 20 mijl (32 km) van de Seward Highway zakte onder het hoogwaterpeil van Turnagain Arm; de snelweg en de bruggen werden in 1964-66 opgehoogd en herbouwd.

## Nederzettingen
Het grootste deel van de bevolking van Alaska woont in het gebied rondom Cook Inlet, met de hoogste concentratie in Anchorage. Langs de oostkant van de Cook Inlet liggen op het schiereiland Kenai veel kleinere vissersgemeenschappen, zoals Kenai, Soldotna, Ninilchik, Anchor Point en Homer. Veel inwoners van de Kenai zijn afhankelijk van inkomsten uit de visserij in de Cook Inlet. De westkant van de baai is niet aangesloten op een groot wegennet en wordt meestal per boot of vliegtuig bereikt, waaronder het dorp Tyonek, enkele oliekampen en veel seizoensgebonden visserskampen.

## Grondstoffen
Het Cook Inlet Basin bevat grote olie- en gasvoorraden, waaronder verschillende offshore velden. In 2005 waren er 16 platforms in Cook Inlet, waarvan het oudste het XTO A platform is dat Shell in 1964 installeerde en het nieuwste het Osprey platform dat Forest Oil in 2000 installeerde. De meeste platforms worden geëxploiteerd door Union Oil, dat in 2005 werd overgenomen door Chevron. Er lopen ook talloze olie- en gaspijpleidingen rond en onder de Cook Inlet. De belangrijkste bestemmingen van de gaspijpleidingen zijn Kenai, waar het gas voornamelijk wordt gebruikt voor de commerciële productie van kunstmest en een fabriek voor vloeibaar aardgas (LNG), en Anchorage, waar het gas grotendeels wordt gebruikt voor huishoudelijk gebruik.
Alaska heeft ongeveer de helft van de bekende steenkoolreserves in de Verenigde Staten. Al tientallen jaren ligt er een voorstel om een grote kolenmijn (de Chuitna Coal Mine) te bouwen aan de westkant van Cook Inlet bij de Chuitna River en het inheemse dorp Tyonek. American Rivers plaatste de Chuitna River op zijn lijst van Amerika's Tien Meest Bedreigde Rivieren van 2007, gebaseerd op de dreiging van deze mijn.

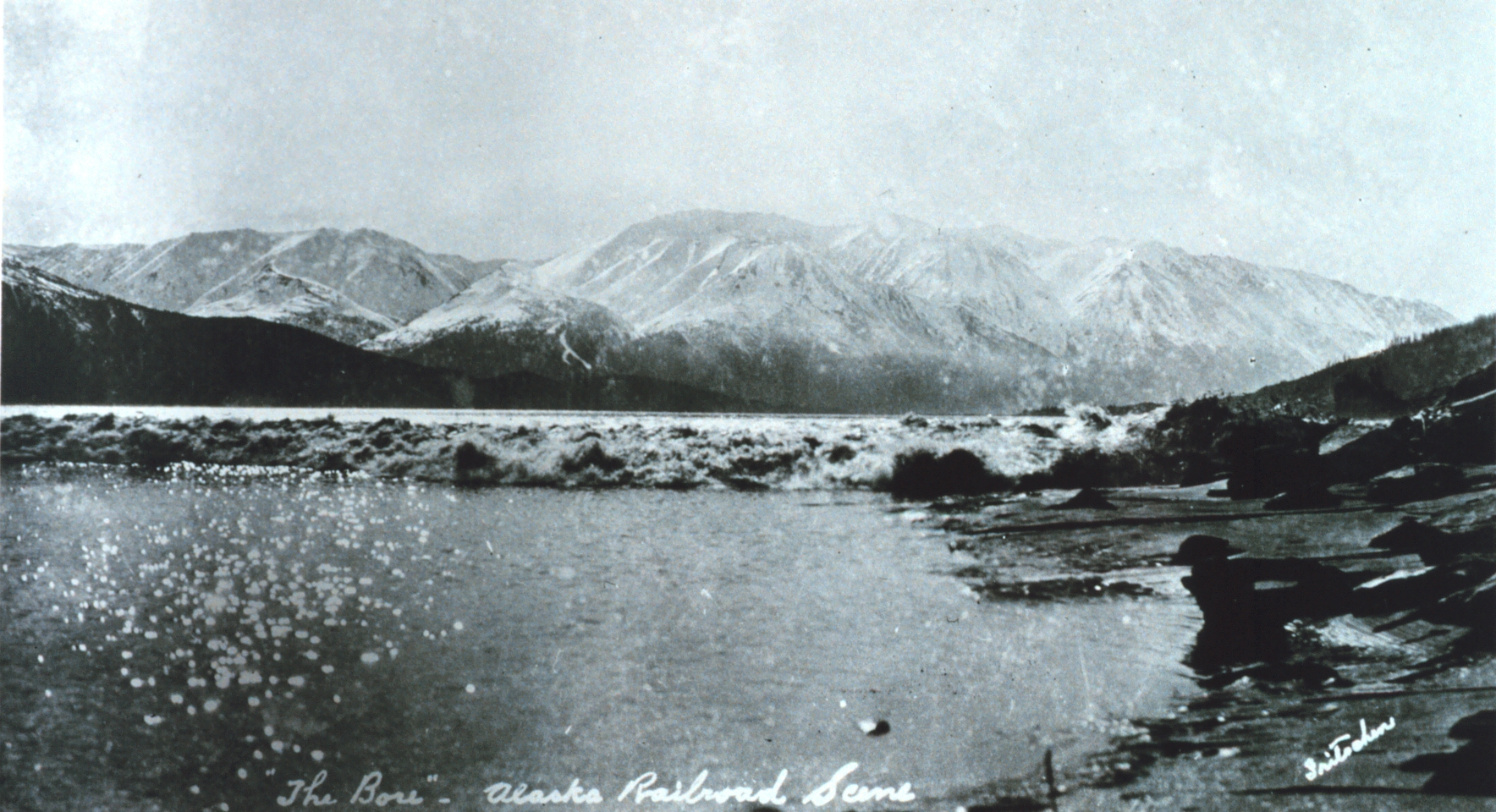
De vloedbranding verschijnt als een muur van turbulent water

Turnagain Arm is een van de slechts ongeveer 60 waterlichamen wereldwijd die een vloedbranding vertonen. De golf kan meer dan 1,8 m hoog zijn en zich met 24 km/u voortbewegen bij hoog springtij en tegenwerkende wind. Turnagain Arm heeft het grootste getijdenverschil in de Verenigde Staten, met een gemiddelde van 9,1 m, en het op drie na hoogste ter wereld, na Bay of Fundy (11,7 m), Ungava Bay (9,75 m) en Bristol Channel (9,6 m). De natuurlijke getijdencyclus van 12 uur en 25 minuten van de oceaan ligt dicht bij de natuurlijke resonantiefrequentie van Turnagain Arm, waardoor het getij wordt versterkt, vergelijkbaar met het klotsen van water in een badkuip. Getijdenfluctuaties in het hoofdgedeelte van Cook Inlet, hoewel niet zo extreem als in de ondiepe en smalle Turnagain Arm, bereiken regelmatig 7,6 m of meer en vertonen stromingen van meer dan 5 knopen (9,3 km/u) bij volledige getijdenstroom. De inham en haar armen zijn voorgesteld als een potentieel aantrekkelijke locatie voor het opwekken van getijdenenergie.

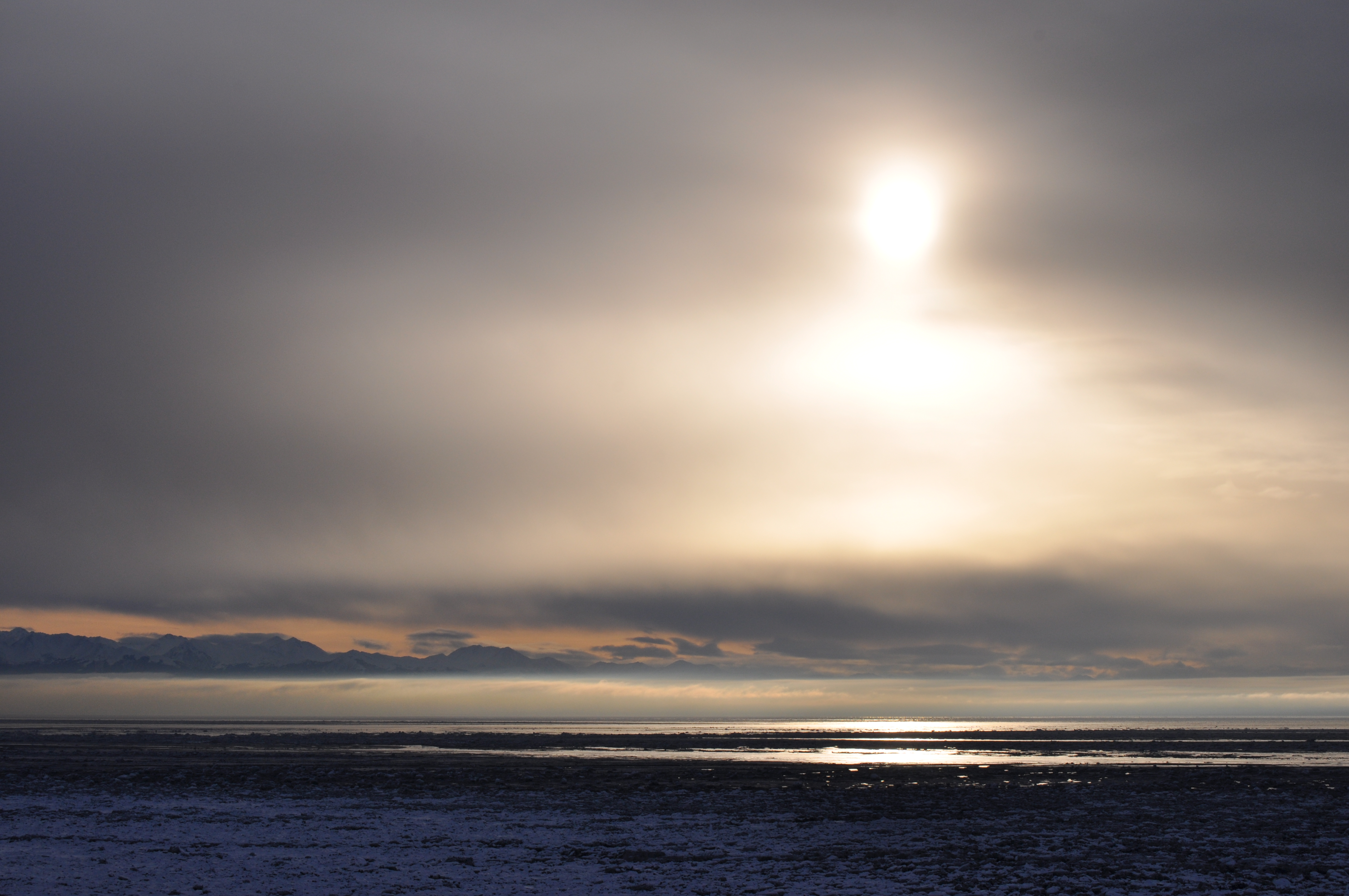
De monding van Turnagain Arm bij eb in de winter; duizenden ijsbergen liggen gestrand op uitgestrekte vlakten van gletsjerslib

Turnagain Arm en Knik Arm staan bekend om hun grote oppervlakten silt. Bij eb komt een groot deel hiervan bloot te liggen, wat de scheepvaart bemoeilijkt. Historisch gezien hadden schepen en boten die voor dit gebied werden ontworpen een relatief vlakke bodem met een bescheiden midzwaard en geen grote kiel, omdat de boten soms met opzet of per ongeluk bij eb aanspoelden. Dankzij dit ontwerp kon het vaartuig zijn gewicht op het land dragen zonder ernstige schade aan de structuur op te lopen. Een voorbeeld van dit ontwerp is de Nomad, een veel gefotografeerde vissersboot van Joe Reddington die al tientallen jaren op een wad bij Knik ligt.
Deze wadden kunnen ook gevaarlijk zijn om op te lopen, ze vertonen drijfzandachtige kenmerken en hebben het leven gekost aan ten minste vier mensen die erop waren afgedwaald, meestal toeristen, terwijl er elk jaar nog veel meer worden gered.
Cruiseschepen meren aan in Seward aan de Golf van Alaska of Whittier in Prince William Sound en vervoeren passagiers per bus of trein naar Anchorage. Meer dan 95% van de vracht die Alaska binnenkomt, komt echter via de haven van Anchorage, die wordt bediend door grote containerrederijen en andere vervoerders.

## Bescherming
De Cook Inlet beloega is een genetisch verschillend en geografisch geïsoleerd bestand. De populatie daalde in 2005 tot 278 exemplaren en staat als kritiek bedreigd op de Rode Lijst van de IUCN. Dit was misschien te wijten aan de lokale jacht, hoewel een artikel in de Anchorage Daily News deze conclusie in twijfel trok. Orka's voeden zich vaak met beloega's in de Cook Inlet, waardoor ze naar het bovenste deel van de inlet worden gedreven, waar ze vaak hun toevlucht zoeken in de ondiepere wateren van de armen.
In 2000 heeft de US National Marine Fisheries Service de Cook Inlet beloegapopulatie als uitgeput bestempeld en is begonnen met de ontwikkeling van een behoudsplan. Op 22 oktober 2008 werd de Cook Inlet beloega op de lijst van bedreigde diersoorten geplaatst. Tot de activiteiten in Cook Inlet behoren commerciële visserij, olie- en gaswinning, lozing van behandeld afvalwater, lawaai van vliegtuigen en schepen, scheepvaart en toerisme. Het is echter niet bekend welke invloed deze activiteiten hebben gehad op de beloegapopulatie.
Het Coastal Marine Institute van de School of Fisheries and Ocean Sciences van de Universiteit van Alaska Fairbanks begon in 2003 in samenwerking met de Minerals Management Service (MMS) van het United States Department of the Interior een driejarig project dat zich richtte op de watercirculatie in Cook Inlet.
Cook Inletkeeper, lid van de Waterkeeper Alliance, begon in 1994 toen een groep inwoners van Alaska zich zorgen maakte over de snelle ecologische veranderingen in de inham. De groep werd het jaar daarop formeel opgericht met de opbrengst van een rechtszaak over de Clean Water Act tegen olie- en gasproducenten in Cook Inlet. Hun missie is om “Alaska's Cook Inlet waterscheiding en het leven dat er in leeft te beschermen”, met de nadruk op schoon water, gezonde habitats, lokale economieën en energie. Ze zijn gevestigd in Homer.